# Corbetta-Santo Stefano Ticino
Corbetta-Santo Stefano Ticino (wł: Stazione di Corbetta-Santo Stefano Ticino) – stacja kolejowa w Santo Stefano Ticino, w regionie Lombardia, we Włoszech. Znajdują się tu 2 perony.

## Historia
Pierwszy budynek pasażerski został zbudowany w 1858.
Od 1936 roku istniał nowy budynek dworca, podobny w strukturze do tychdworców w Magenta, Vittuone-Arluno i Rho. Ten budynek został zburzony i od lat siedemdziesiątych XX wieku został zastąpiony obecnym budynkiem.
| Corbetta-Santo Stefano Ticino       |  |                                     |
| Linia Turyn - Mediolan (123,688 km) |  |                                     |
| Magentaodległość: 3,267 km          |  | Vittuone-Arluno odległość: 2,518 km |